# 武蔵野合戦
武蔵野合戦（むさしのがっせん）は、南北朝時代の観応の擾乱直後に発生した合戦。正平7年/観応3年（1352年）閏2月から3月にかけて、武蔵国・相模国（現、東京都・埼玉県・神奈川県）の各地において、足利尊氏ら北朝方の軍勢と、新田義興・新田義宗ら南朝方の軍勢との間で行われた一連の合戦である。
なお、武蔵野合戦という名称は同時代の用語ではなく、江戸時代に『太平記』が広く読まれるようになってから広まったものである。また『太平記』自体の武蔵野合戦は正平7年/観応3年20日に行われた小手指原合戦のみを指しているが、一般には20日の合戦と28日の合戦を併せて「武蔵野合戦」と呼ぶ。

## 背景
正平5年/観応元年（1350年）、室町幕府初代将軍足利尊氏および執事高師直と、尊氏の弟で幕政を主導していた足利直義が対立し、観応の擾乱という初期幕府が分裂して戦う全国規模の戦乱が起こった。一時は直義軍が圧勝して正平5年/観応2年（1351年）2月に師直とその一族を討つも、尊氏・直義間の講和はわずか5カ月で破綻し、同年7月末に直義は京都を脱出した。
尊氏は近江国で直義軍と戦う一方で南朝との講和交渉を進め、10月に南朝との講和が成立する。講和の手続きが完了した尊氏は11月4日に京都から出陣し、同月29日に駿河国薩埵山に到着して籠城する。この駿河で行われた両軍による薩埵峠の戦いに勝利した尊氏は、翌正平7年/観応3年（1352年）正月1日に直義を降伏させ、同月5日にともに鎌倉に入ったが、直義は2月26日に鎌倉浄妙寺内で死去する。直義の死因は黄疸と発表されたが、鴆毒を盛られたともいい、尊氏に毒殺されたとする説が古くから有力だが、死因については『太平記』以外に毒殺を記す史料がないことや戦いでの消極性から、健康状態の悪化が一因だったという説や、尊氏の謀殺ではなく足利基氏の元服を見届けての覚悟の死、高一族の縁者の手による毒殺などの説もある。
尊氏と直義の争いの間に南朝は北朝廃止の手続きを着々と進めており、京都では正平6年/観応2年（1351年）12月23日に南朝が三種の神器を北朝から接収する。翌年の2月3日に南朝の後村上天皇は、京都に移るため石清水八幡宮に赴くことを足利義詮に伝えるが、直義の死去と同日の2月26日に後村上天皇は楠木正儀も俱奉する大規模な軍勢で賀名生を出発し、河内国東条に移動する。28日には住吉に行宮を定め、閏2月15日に同国天王寺に移動、同月19日に石清水八幡宮に入城し、ついに20日に楠木正儀を主力とする南朝軍が京都に侵入する。南朝の統帥北畠親房は、京都と関東で一斉に軍事行動を起こし、一気に幕府を滅ぼそうと画策していた。
北朝と南朝の和平として成立していた正平一統は破れ、南朝から関東の新田一族に対して足利追討の命が出されたことで、閏2月15日、新田義貞の遺児新田義興・義宗と、従兄弟の脇屋義治らが、上野国で挙兵した。同日に義興は現地・世良田の長楽寺に禁制を交付しているが、義宗ではなく義興の禁制であった理由として、義宗が越後・信濃一帯を転戦していた一方で、義興は暦応4年（1341年）に北畠親房支援のため常陸に在国するなど、義興が上野一帯を活動範囲としていた関係が考えられている。このこと（より正確に言えば、長楽寺が求めたのが義興だった）から、義興が新田軍の総司令官であったことが明らかであり、義興はこの一連の戦いにおいて武士に対して武蔵国内の所領宛行や官途推挙なども行うなど、新田軍の代表的存在であった。
新田軍は、即日上野中の国中の尊氏党を討って、翌16日には武蔵国に進軍した。この時「赤堀文書」によれば、義興・義宗軍は東西より打ち出で、上野国中を焼き払ったという。また、同16日には諏訪氏以下が、同年閏2月6日に征夷大将軍に任じられた宗良親王を奉じて信濃国で挙兵し上野と信濃の境の碓氷峠まで進軍した。この諏訪氏は『太平記』に「諏訪祝」とあることから、諏訪直頼らを指しているとみられる。信濃勢の中には仁科兵庫祐・高梨越前守・伴野十郎・滋野八郎・祢津小次郎といった、一貫して南朝・直義党として活動してきた面々が親王に与していた。なお『新葉和歌集』によれば、この時の宗良親王の征夷大将軍の補任は急遽行われたものであり、南朝は宗良を鎌倉に進出させることで、足利氏に代わる新たな地域政権を樹立させることが狙いだったと考えられている。

## 『太平記』の事実関係の誤り
軍記『太平記』と、一次史料である古文書や古記録から再現された武蔵野合戦の経過は大きく異なる。さまざまな点で事実関係の誤りが多く、さらに筆致も明らかにほかの『太平記』の記述と異なっており、これは『太平記』作者の東国で行われた武蔵野合戦に対する純粋な情報収集力の限界を示している。
まず『太平記』の武蔵野合戦のストーリーでは、実際には閏2月28日に行われた小手指原合戦を閏2月20日の出来事としたため、20日に合戦が行われたはずの金井原・人見原の地名が『太平記』には一切登場せず、描かれなくなった。そして閏2月28日に行われた小手指原合戦のことについては笛吹峠（それも武蔵国笛吹峠か上信国境の碓氷峠か不明瞭）で行われたものと粉飾せざるをえなくなっている。さらに『太平記』では20日の小手指原合戦（実際には金井原・人見原合戦）で尊氏が負けたため新田軍が鎌倉を制圧することになっているが、17日に尊氏が鎌倉を出て、18日には新田軍が鎌倉に入ったとみられる（『鶴岡社務記録』では20日）ため、これは誤りで鎌倉は戦いの2日前に早々に新田軍の手に落ちていた。
28日に起きた鎌倉合戦についても、『太平記』は実際には28日に起きた鎌倉合戦を23日に起きたと記している。『太平記』では22日に足利方の南宗継が敵軍出現の報に際して三浦に出陣し、誤報と判明して翌日鎌倉に帰還したところで合戦になったと記すが、史実では20日に鎌倉を占拠した義興が22日に三浦高通と合流するために一旦鎌倉を出ている。尊氏も義興・高通軍が江戸湾を渡って安房へ向かうという情報を得ており、28日に鎌倉で南宗直・石塔義基（足利方）と新田義興・三浦高通（新田方）との合戦が行われた。『太平記』は鎌倉・江戸湾の玄関口である三浦の地をめぐる22日 - 23日における両陣営の駆け引きのことを鎌倉合戦であると誤認し、実際には28日の鎌倉合戦を23日の戦いと記したと考えられる。
さらに清水克行は、『太平記』の記述は武蔵野合戦における尊氏軍・新田軍双方の軍装描写について異様な紙面を割いていることを指摘している。白旗一揆や平一揆らが色とりどりのコスチュームに身を飾る描写や、饗庭命鶴丸が率いる花一揆の戦場に似つかわしくない扮装描写など、合戦の実録的な描写が後退して文学的な記述が全面に出てきており、これは『太平記』の他の箇所には全く見られない特徴である。これは戦闘経過についての詳細かつ正確な情報を得られなかった『太平記』作者がことさらに文学的な修飾を施したもので、当時の一揆がある程度統一性を持った軍装をしていたのは事実だが、尊氏の同性愛嗜好を強調する現代の通俗的な読み物や、南北朝期の武士団一揆の実像研究などがこの部分の記述を利用していることに対し、このあたりの過剰な記述をそのまま史実とみることは慎重であるべきと指摘している。また小秋元段も、軍装描写と合戦に登場する一揆の実在性について、「もとより以下に記される戦闘に参加した一揆の全てが実在し、この戦闘に参加したかは未詳である。旗の紋や武装描写などとともに言語的興味からの羅列の要素も強いであろう」と指摘している。久保田順一は、他の史料にもみえる一揆は平一揆と白旗一揆のみであり、それ以外の一揆はこのとき他の武士と区別するため構成されたものと推測している。
このように『太平記』についてはすべて鵜呑みにするのは危険であり、歴史資料としての価値の重要性は言うまではないものの、注意深い史料批判が必要となっている。

## 経過

### 尊氏の鎌倉からの脱出
閏2月16日に、義興ら南朝勢は、鎌倉街道を南下し鎌倉に迫った。鎌倉にいた足利尊氏は閏2月17日に難を避けて神奈川（神奈川県横浜市神奈川区）に逃れた。これは高麗経澄軍忠状に「十七日、将軍家御発向の間、自鎌倉令供奉」とあり、他の史料にも同様のことがみえている。尊氏が鎌倉にとどまらず、いちはやく鎌倉を出陣したのは、突然の義宗らの進撃に対する迎撃態勢が整わなかったことのほか、鎌倉を巡るそれまでの攻防戦のなかで自然と身に着いた尊氏の経験則であったと推測され、鎌倉に向かっていた義興・義治軍には想定外のことであったらしい。ただし鎌倉にはおそらく足利基氏が留まっており、鎌倉を放棄したわけではなかった。当時の尊氏軍は、足利一族と奉行衆の他には、武蔵武士の江戸・豊嶋・石浜・川越氏らと、相模・伊豆の武士らが大半という構成で、関東中南部の中小武士や一揆を中心としていた。小田氏の宍戸朝里、大掾氏の鹿島越前守、那須氏一族の那須資宿を除けば、佐竹・小山・宇都宮・大掾・小田・結城・千葉氏らの当主はこの時点では全く参加しておらず、下野・常陸・下総の旧族大名をまったく含まない構成であった。

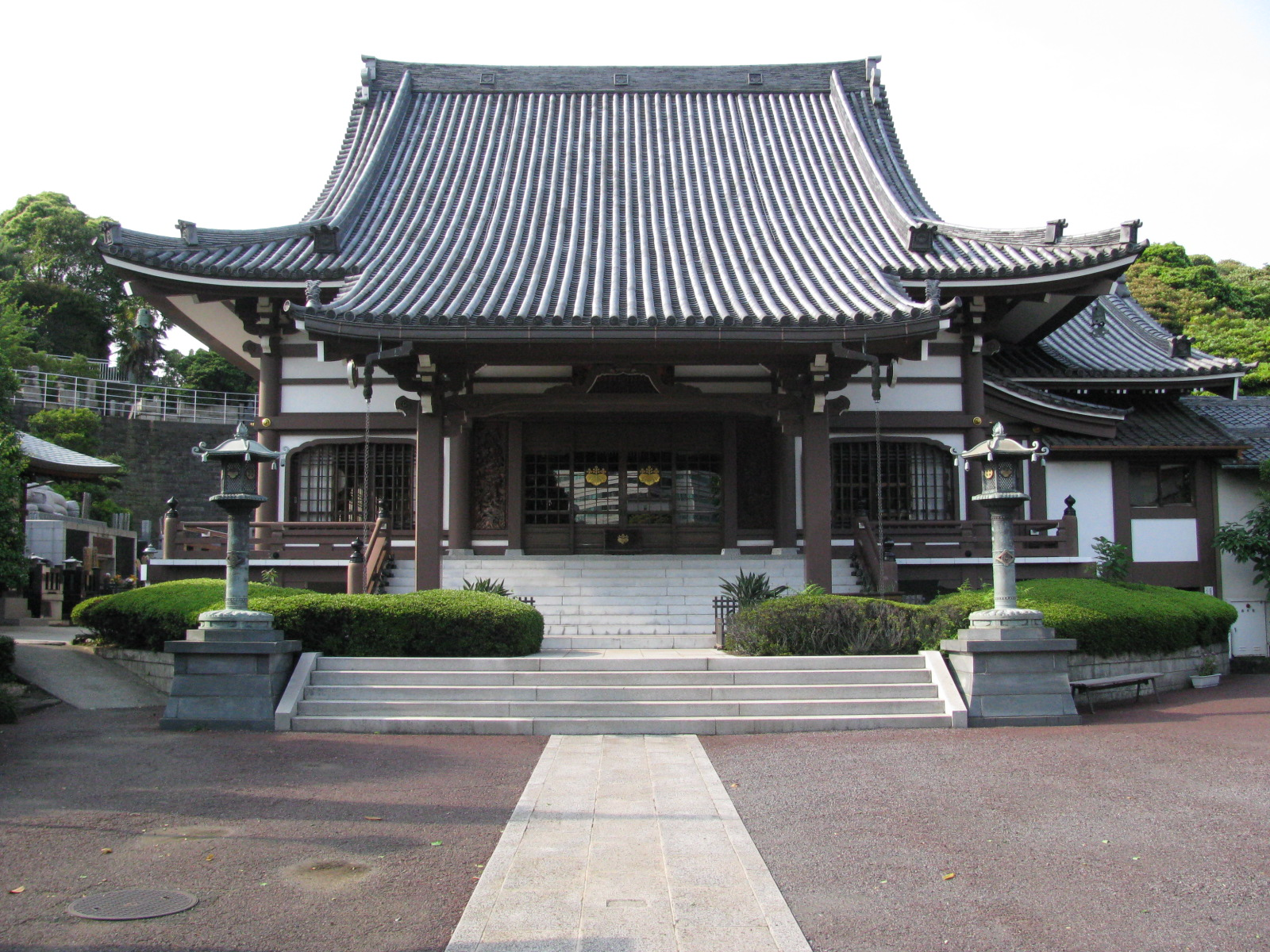
曹洞宗 青木山本覚寺（横浜市神奈川区）青木城跡

神奈川には青木城・権現山砦などがあり、尊氏はこれらの城砦に拠ったと考えられている。
尊氏が鎌倉から没落したため、南朝勢は閏2月18日に鎌倉を占領する。この時に鎌倉に突入したのは『園太暦』観応3年3月4日条に引かれた「新田義宗注進上案写」
「覚誉書状案写」から新田軍の全軍ではなく、江田郁夫は義興・脇屋義治軍から編成された別動隊が、久保田順一は義宗が鎌倉に入ったとみている。尊氏は閏2月19日に谷口（東京都稲城市か大田区矢口）へ移動したが、これを知らなかった義興・義治軍は尊氏を討つために神奈川へ向かった。また同19日までに新田軍は義宗と義興・義治で二手に分かれて行動しており、主力の義宗軍は信濃国・上野国から南下してくる宗良親王らの到着を笛吹峠（埼玉県鳩山町嵐山町境）で待ち、義興・義治は武蔵国に向かった。

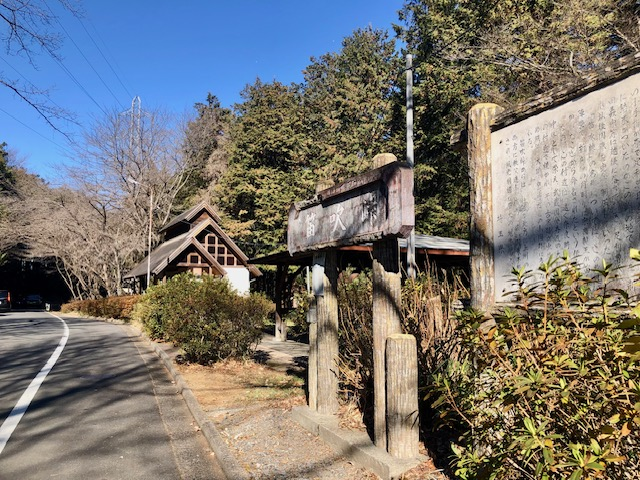
笛吹峠（埼玉県鳩山町・嵐山町境）

なお『小金井市史』はこれとは逆に、主力の義宗軍は尊氏を追撃するべく武蔵国方面に向かって鎌倉街道上道を引き返し、義興・義治軍は宗良親王を鎌倉へ迎えるべく鎌倉市中への突入のタイミングを伺っていたと述べている。

### 金井原・人見原の合戦
新田方は、閏2月19日に同国鶴見（横浜市鶴見区）・関戸（東京都多摩市）など鎌倉街道上道を経由、尊氏方は神奈川から府中街道・甲州街道などを用いて進んだとみられ、同19日には「水野致秋軍忠状」より、尊氏は新田方の水野致秋らの追撃を受けたものの谷口を経由して西進したとみられ、致秋は19日中に義興軍に合流、閏2月20日に金井原（東京都小金井市）および人見原（東京都府中市）にて、最初の合戦が行われた。なお、金井原の地名は「高麗季澄着到状」や「三富元胤軍忠状写」、『鶴岡社務記録』『源威集』『鎌倉大日記』に、人見原の地名は「高麗経澄軍忠状」や「松井助宗軍忠状写」にみえ、人見原とする史料の方が多い。『太平記』のいう小手指原は文書資料には見えない。

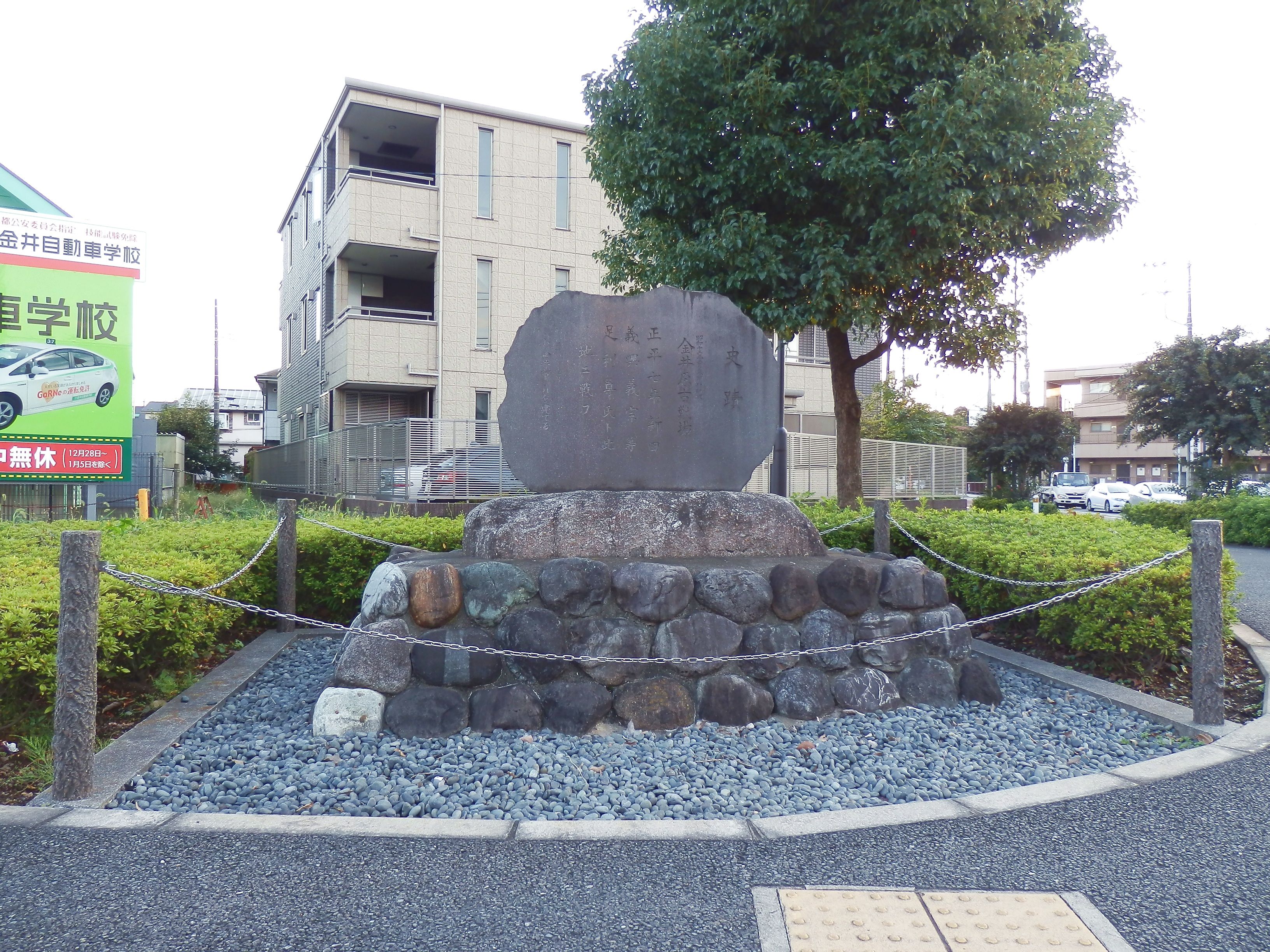
金井原古戦場の碑（小金井市）

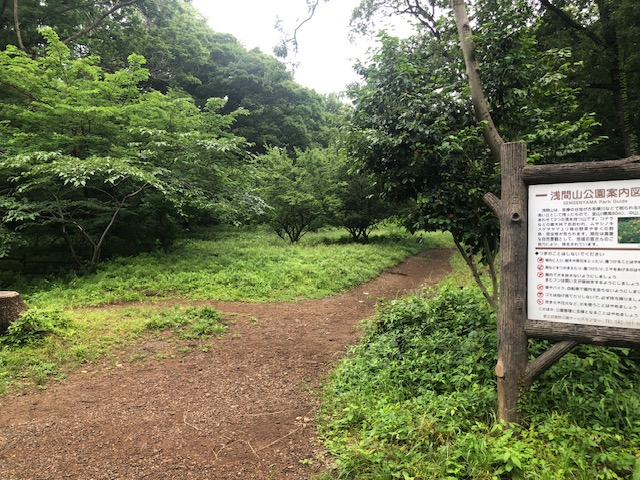
人見原の近隣にある浅間山公園（東京都府中市）

交通の要衝でもない鎌倉街道の東側にあたる金井原・人身原で合戦が起きたことについて清水克行は、新田軍を迎撃するという勇ましい理由ではなく、当時尊氏が病身であり、新田軍との直接対決を避けて鎌倉を捨てて東関東勢力との合流を図ったものの金井原・人見原で新田軍に捕捉されたのではないかと論じている。一方で『小金井市史』は、尊氏が中道沿いの神奈川へ向かったことを知りながら義宗が上道を引き返したのは府中の掌握が肝要だったからであり、それぞれ府中を目指して中道・上道を進んだ足利・新田両軍が金井原・人見原で激突したという見方を示している。

合戦の様子は『太平記』（巻三十一）に生々しく語られており、この戦いで尊氏は小手指原（埼玉県所沢市）から石浜（東京都浅草付近）まで逃れて「すでに腹を切んとて、鎧の上帯切て抛捨て、高紐を放さんとし給ひけるを、近習の侍共二十余騎、返合て追かくる敵の河中まで渡懸たると、引組みゞ討死しける其間に、将軍急を遁れて、向の岸へかけ上り給ふ」というほど苦戦したというが、久保田順一は義興に追われて尊氏が小手指原から数十キロも離れた石浜まで逃れるとは到底想定できない事や、隅田川を馬で渡るのは容易ではないことから、戦場は人見原で、多摩川を渡って安全のために対岸に退避したのだろうという考えを示している。
戦いは足利方である『鶴岡社務記録』が閏2月20日付条で「御方打勝而御敵没落」と記録していることや『鎌倉大日記』がこの後の28日の小手指原合戦と合わせて「二度ながら将軍が勝利」と記録しているように、足利勢が勝利した。20日の合戦で尊氏が負けたと記す史料は『太平記』以外にはなく、仮に敗戦であれば金井原や人見原での戦いの軍功を標榜する史料が数多く残ることや、戦い後の府中を尊氏方が掌握していたことの説明がつかない。
義興から足利勢への追撃が行われた事実はなく、敗れた義興はいったん鎌倉へ戻った。その後、閏2月25日に武蔵国府（東京都府中市）から足利方の石塔義基らによる尊氏軍の別働隊が鎌倉に向け出陣していることから、この戦いの後20日 - 28日の間、地域の要衝である武蔵府中は尊氏方が掌握していたものとみて間違いないとみられている。

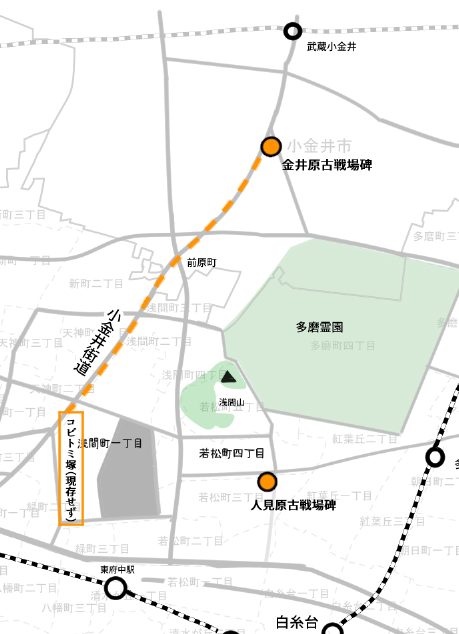
コビトミ塚と金井原の位置関係

なお、金井原と人見原という二つの合戦については、近隣で同日中に発生した別の合戦とみなされることが多いが、清水克行は現在の「人見原」の碑がある府中市若松町4丁目ではなく、府中市浅間町1丁目にかつてあった「コビトミ塚」が「古人見」だとすれば、これが小金井街道に沿って金井原（小金井市前原町坂下）と隣接していることや、人見原と金井原を併記している文書が一通もないことから、人見原・金井原が同一地の別称であり、両合戦は単一の合戦であった可能性を論じている。

### 尊氏の石浜への移動
金井原・人見原合戦で勝利した後、尊氏は『喜連川判鑑』によれば「石浜御陣」に入り、鎌倉を追われた尊氏の息子・基氏も石浜に落ちたことが同書にみえる。ただし『喜連川判鑑』は近世初期に版行された『太平記評伝理尽鈔』を依拠史料の1つとして成立したと考えられており、基氏については裏付けを欠くため評価が定まらない記事も散見されている。亀田俊和は、基氏ならびに南宗継が尊氏の下に逃れた時期を28日に鎌倉で起きた合戦で幕府軍が敗北した後だとしている。一方、足利方の有力被官である「倉持師胤着到状案」に「同廿日於金井原到軍忠、石浜江御共仕、同二十八日小手指原御合戦抽忠節」とみえることから、尊氏が石浜に移動したことは事実である。

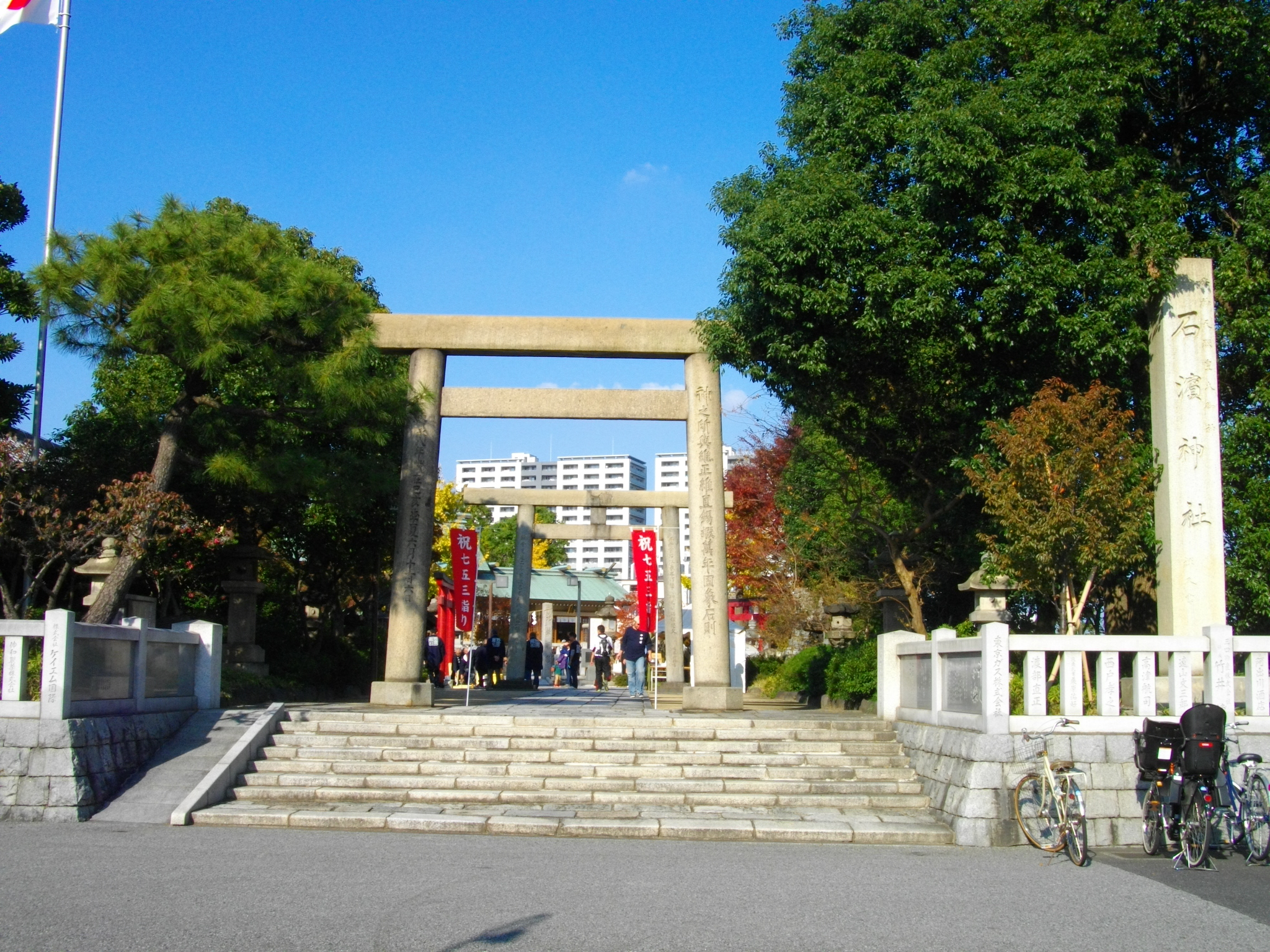
石浜神社（石浜城跡の候補地（荒川区南千住））

尊氏が石浜に移動した理由について久保田順一は、『園太暦』正平7年閏2月25日条に「又聞、鎌倉大納言所労危急、或已及大事云々、近日浮説任我意、真偽可尋」とあることから、尊氏が病で生死をさまよっていたため、勝利して優勢であったにもかかわらず石浜に引き、尊氏の健康の回復に時間が掛かったため2回目の決戦の28日まで間が空いた可能性を指摘している。一方で『小金井市史』は、軍忠状等で石浜に移動したことを記しているのが前述の累代被官である倉持師胤に限られることから、尊氏軍の大多数は府中付近に在陣し、尊氏は東関東の安房・上総両国の軍勢と合流することを念頭に両国へと通じる石浜に移動し、西関東や甲信の軍勢と合流するための府中と、東関東の軍勢と合流する石浜という2つの要地を掌握するという計画通りの行動であった可能性を述べている。
石浜には湊があり、兵站基地・軍勢の集結点になっていたとみられる。また浅草は鎌倉と下総・常陸方面とを結ぶ鎌倉街道下道の要衝で、その方面の軍勢を集めるのに最適であった。

### 鎌倉周辺の動き
尊氏率いる足利勢は、武蔵国石浜（東京都台東区。場所には諸説あり）に移動し、離散した軍勢の再結集を進める一方で、『太平記』によれば尊氏が関東の旧族大名・領主たちに協力を求めた結果、千葉氏胤・小山氏政・小田治久・宇都宮氏綱・大掾高幹・佐竹義篤・佐竹師義・結城直光・長沼判官ら、下野・常陸・下総の旧族大名らが石浜に参陣した。
一方で当時の新田方には、武蔵七党の児玉党・丹党・猪俣党・野与党・私市党・西党・横山党・村山党および熊谷氏らの西北武蔵の武士らが馳せ参じているが、加えて旧直義方であった上杉憲顕・石塔義房・三浦高通らが、尊氏に反して新田方に味方していた。新田軍が鎌倉に入った閏2月20日の『鶴岡社務記録』の同日条には北条時行の名も確認できる。ただし、時行が義興たちにどこから合流したかは不明である。
日付の異同はあるが、同記録によれば同月22日に義興・時行は鎌倉を出たという。鈴木由美は、前述の石塔義基との攻防のため、三浦に援軍を求めにいったと推測している。しかし、時行の名前はこの後の閏2月28日の鎌倉合戦では確認できず、いつまで義興と行動を共にしていたかは不明である。また、江田郁夫は20日の金井原合戦での敗北を受け、義興が閏2月23日に味方の三浦高通の本拠地である三浦半島に退いたという見方をしている。これは安房国守護代に新田軍を追討するよう下知するように命じた尊氏の同23日付の御行書（「新田兵佐介・三浦介以下輩、可令没落安房国之由有其聞」（清源寺文書））をその裏付けとしており、三浦半島から安房に逃れて勢力を盛り返し、鎌倉幕府を樹立した源頼朝の先例を念頭においた尊氏が、新田軍も同様に安房に渡海する可能性を想定していたことがうかがえるという。
まもなく体制を立て直した新田軍は鎌倉に拠点を移し、閏2月28日に攻め寄せた石塔義基ら尊氏軍との間で攻防戦を繰り広げた。『鶴岡社務記録』の同日条は、鶴岡八幡宮社頭の赤橋（太鼓橋）周辺で、足利勢の高氏・石塔氏らと三浦・新田軍主力との間で合戦が行われ、高氏らが敗れたと記録している。なお、この戦いに石塔義基の指揮下で参加した佐藤元清への軍忠状（佐藤文書）から、佐藤氏を含めた高・石塔氏の軍は尊氏軍別動隊の「大将御合戦」に合流するために化粧坂に引き返したことがわかるが、鶴岡八幡宮の社人には足利方が敗北したように映ったらしく、実際に義興軍は3月2日まで鎌倉を掌握し続けた。

### 小手指原合戦と南朝方の敗北
閏2月25日、金井原合戦に間に合わなかった千葉氏胤らをはじめとする新手の軍勢がほぼ集結し終えた尊氏軍は、石浜を出て武蔵国府（東京都府中市）へ進み、そこで武田信武ら甲斐の軍勢を合わせ、28日には北武蔵野に進軍した 。前述の通り、同25日には石塔義基らの別働隊が武蔵国府を出て、新田義興らがいる鎌倉に向かっており、足利勢としては新田義宗と義興の軍勢を合流させず、分断したまま各個撃破する作戦であったようである。実際、義興は28日の戦いには参加していない。
閏2月28日、足利勢と義宗軍は小手指原（埼玉県所沢市）で合戦となった。義宗軍が敗走し、これを足利軍が追撃して入間河原（埼玉県狭山市）・高麗原（埼玉県日高市）といういずれも鎌倉街道上道に沿う場所でで合戦が行われた。義宗軍を破って進撃してきた尊氏軍を各所で押しとどめようとしたとみられる。小手指原合戦の際には、宗良親王が南朝軍を陣頭指揮しており、宗良が撰した『新葉和歌集』には「武蔵国へうちこえてこてさし原といふ所におりゐて、手分なとし侍りし時、いさミあるへきよし、つはものともに、めしおほせ侍りし」とある。

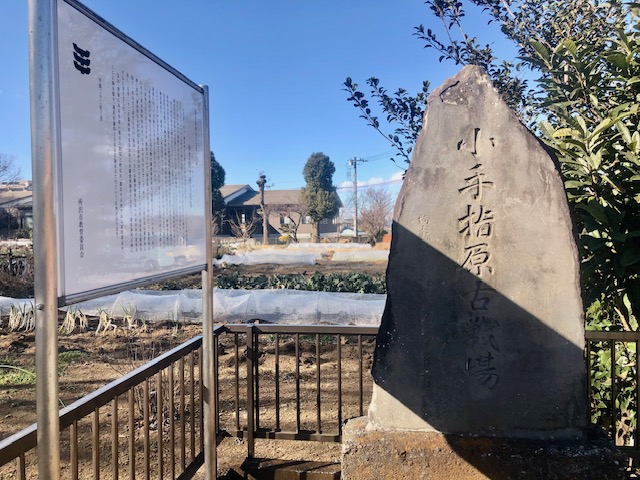
小手指原合戦場の碑（所沢市）

合戦地について、「小手指原」は「三富元胤軍忠状写」や「松井助宗軍忠状写」、「高麗原」は「高麗経澄軍忠状」や『神明鏡』、さらに「新曾光久着到状」には「入間河原合戦」、『源威集』は「苦林ニテ合戦」などの地名がみられ、『太平記』の笛吹峠合戦で決戦が行われたという叙述はこれらの史料から否定される。
笛吹峠については鎌倉街道を押さえる適地であり、20日の合戦で敗れた義宗らはここを後方基地として28日まで確保しており、義宗は最後に笛吹峠まで引き上げてから越後方面に落ちたとみられる。
鎌倉にいた新田義興・三浦高通の軍は同28日に鎌倉で尊氏方の石塔義基らの軍と戦い勝利していたが、勝利した尊氏軍が、関東八ヵ国の軍勢を率いて鎌倉に向かっていると聞き、再度の挙兵を期して3月2日に鎌倉を脱出し、3日ごろには相模国平塚（神奈川県平塚市）に移り、その後相模国河村城（神奈川県足柄上郡山北町）の城主で波多野一族の秀国・秀経に迎え入れられ、1年余り立て籠もった。なお、山北町共和地区には、武蔵野合戦に敗北したのちに宗良親王が河村城に逃れたという伝承が由来の「お峯入り」（国指定重要無形民俗文化財）という行事が残っているが、武蔵野合戦に敗れた宗良は信濃に逃れたと考えられており、河村城に入ったとは考えにくい。
3月8日に尊氏は相模に出陣し、3月12日に基氏と共に鎌倉に帰った（『鶴岡社務記録』）。翌13日には基氏の「沙汰始」の式を行い、河村城には畠山国清を派遣する。国清は15日に義興が立て籠もる河村城を攻め、義興は翌文和2年（1353年）の春までこの城を守ったが、そののち義治とともに越後に没落した。なお落城後に同じく河村氏の城である中川城（山北町）に逃れ、更に甲州に向かったという説もある。北条時行は同年5月8日から11日にかけての間に鎌倉付近で足利基氏の手の者に捕らえられ、同月20日に龍ノ口で斬首された。
義興・義治・宗良は同年10月 - 11月に越後国で足利軍と戦うが没落し、翌文和3年（1354年）9月にも義興・義治・宗良は尊氏方と戦うも再び没落する。さらに文和4年（1355年）4月にも義治・宗良は越後国で尊氏方と戦うがこれにも敗れ、潜伏することになる。義興は延文4年（1359年）に武蔵国矢口渡で自害する。他方、義宗のその後の行方はわかっておらず、応安元年（1367年）に死んだというのも定かではなく、日本各地にさまざまな伝説（複数の墓や生存伝承）を残している。

## 影響
武蔵野合戦での勝利により、尊氏は東国をほぼ平定して東日本での幕府の基礎を固める事に成功する。武蔵野合戦は尊氏方と上杉ら旧直義党の争いとみるべきであり、観応の擾乱と連続したものだが、関東の大名層は一致して尊氏を支持していた。南朝勢もとい反尊氏連合が尊氏に敗れた結果、関東で南朝の組織的かつ大規模な活動は収束していく。ただしこの戦いにおいて義興・義宗は足利軍の拠る鎌倉を攻め落とすまでに至り、一瞬だが確実にその光を南北朝期に放った。しかし室町期の都市鎌倉には中央部の衰退と、都市の中心の縁辺部への移動という形で影響が残った。
都市鎌倉は正慶2年（1333年）の新田義貞の鎌倉攻め、建武2年（1335年）の中先代の乱、建武4年（1337年）の北畠顕家軍の来襲、そしてこの武蔵野合戦に関わる文和元年（1352年）の新田義興らの来攻で、特に由比ガ浜から若宮大路に到る一帯はたびたび大きな被害を受けており、室町時代の史料からわかる鎌倉の姿は盆地の外縁の谷あいの部分だけとなっている。鎌倉の平地部一帯のことはほとんど史料に見えず、室町時代のこの地域の状況を伺う事はできない。鎌倉公方の御所は鎌倉の東端、関東管領を務める上杉一門の屋敷は宅間ヶ谷・犬懸ヶ谷・扇ガ谷といった鎌倉の谷間や山内のような郊外に位置し、寺院もほとんど谷あいと鎌倉の外縁部に集中した。由比ガ浜から若宮大路の一帯が交易の中心になったという史料もなく、政治の中心がかつて鎌倉幕府の政庁があった大蔵に置かれた形跡がないこともあり、中央部は衰退した。しかし、谷々には新たな館や寺院が建てられ、空間的にはいっそうの広がりを見せることになった。

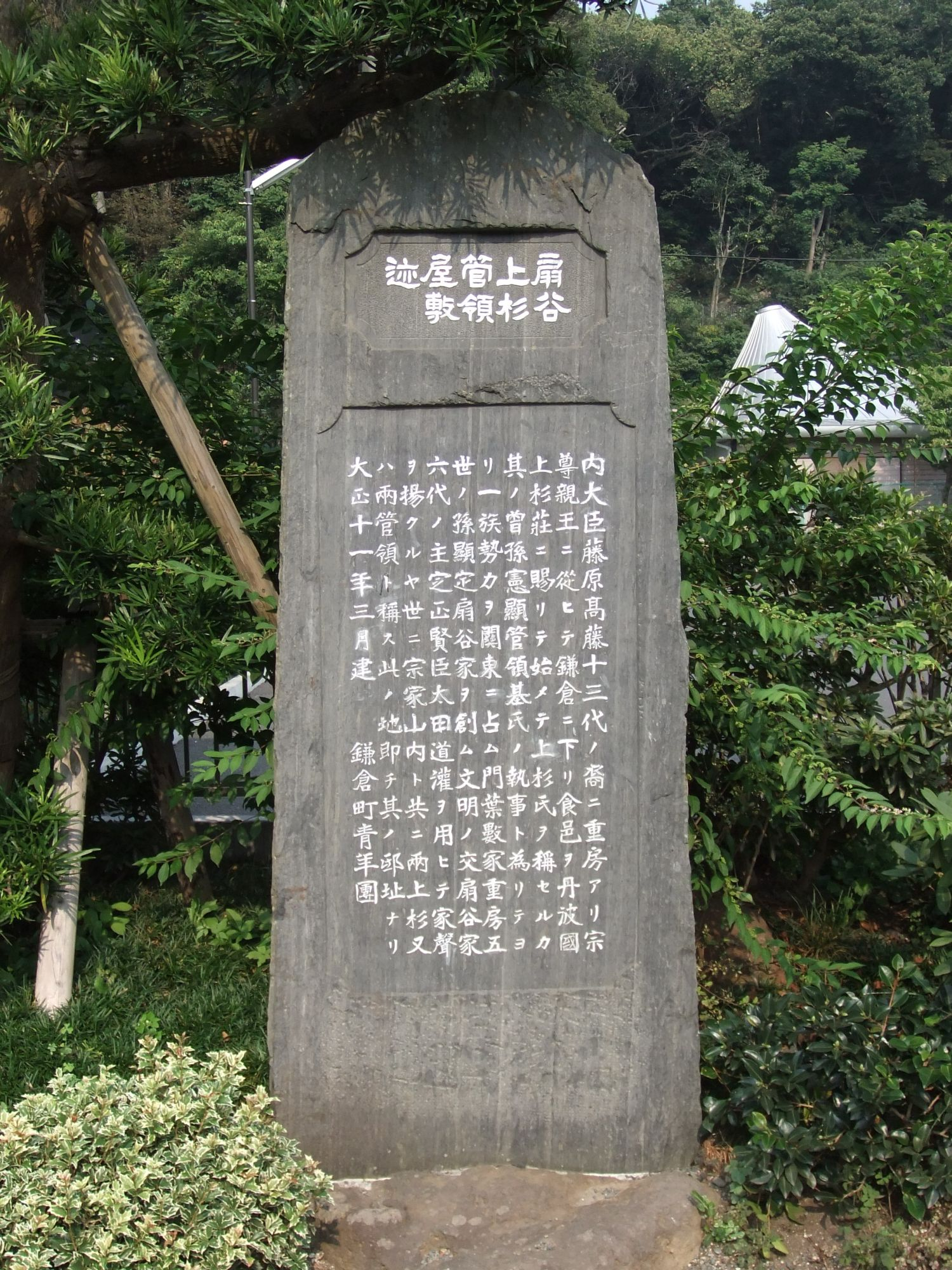
扇ガ谷上杉管領屋敷跡（鎌倉市扇ガ谷）

また南朝方の動きは続いており、宇都宮氏支配下の西明寺城（栃木県益子町）では、南北朝の動乱に際して南朝方として行動していた氏綱の父・宇都宮公綱寄りの立場にいた益子氏が中心と思われる南朝方勢力が籠城し、翌年10月近くまで落城しなかった。また上野の榛名神社では、『頼印大僧正行状絵伝』よると榛名神社座主主の忠尊が義興の挙兵に「同心合力」し、恐らく義興側に兵を送り込んだたことから座主職を追われ、代わりに尊氏は鶴岡八幡宮の頼智・頼印を榛名山に進出させた。観応3年6月から翌年3月にかけて忠尊らの一族が次々に死んだことから、幕府が南朝に与した勢力を調べ、粛清したとみられる。遠江国・駿河国の動静も緊迫した状態を迎えており、尊氏は今川範氏を駿河に下し、閏2月24日に伊達右近将監に対して範氏に従い忠節を励むよう命じている。尊氏は翌年7月29日まで鎌倉に滞在し、関東の安定につとめた。また尊氏自身は、鎌倉に戻る前日の観応3年（1352年）3月11日からの軍忠状などの文書に正平ではなく、ふたたび観応の年号を用いるようになる。
尊氏は、鎌倉公方基氏を補佐する執事職に畠山国清を任命して、鎌倉の守護には平一揆の河越直重をあたらせた。観応の擾乱以前の鎌倉府は権限が非常に制限されており、特に恩賞充行権が認められていなかったのが致命的だったが、尊氏が関東に残る基氏に恩賞充行権を認めたため、公方が独自に恩賞の給付を行う事が可能となり、京都の幕府と同様、公方の充行に関東執事が施行状を付して守護や両使に沙汰付を命じる体制となった。尊氏によって据えられた鎌倉府の基礎や組織・制度は基本的に継承され、東国にも大きな変化をもたらした。また畠山国清は武蔵・伊豆守護、宇都宮氏綱は上野・越後守護、千葉氏胤が上総・下総守護と、この3名が2カ国の守護を兼ね、河越直重が相模守護、小山氏政が下野守護となり、尊氏上洛後の足利基氏と鎌倉府を支えることになった。尊氏は尊氏派の東国武士も組み込んだ東国支配の体制を構築し、上杉憲顕ら旧直義派をことごとく排斥した。ただしこれは、建武の動乱のあとは武蔵・上野・上総・伊豆・越後を足利氏が把握し、高氏や上杉氏が守護をつとめていた関東の守護職が、観応の擾乱の結果、武蔵・伊豆を除いて関東の武士（外様）に与えられたということであり、鎌倉の足利政権の性格はきわめて弱体なものとなり、足利氏の求心力が相対的に低下した。のちに鎌倉公方の基氏はこの政治体制の克服を目指すことになる。

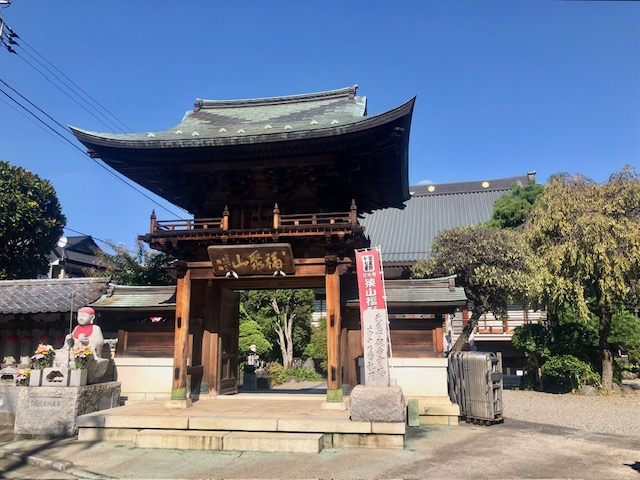
狭山市徳林寺（入間川御陣推定地）

尊氏は鎌倉を出発する直前の7月28日に、越後・上野の新田党に備えて基氏を武蔵に下向させ、入間川御陣（埼玉県狭山市)に滞陣させた。これは東国武家社会の政治的中心地が鎌倉から入間川へ移ったことを意味し、薩埵山体制と呼称される。先述の通り、武蔵野合戦において尊氏は、上野で蜂起した新田軍を迎え撃つに辺って鎌倉に一切とどまることなく出陣し、広大な武蔵野で攻防戦を行ったが、この入間川は上野・越後へ向かう鎌倉街道上道が通り、交通の要衝といえる武蔵野の要地に位置していた。敵方の策動が続く中で越後や北関東により近接するという、軍事的にも地政的にも好条件を備える地であり、結果的に武蔵野合戦が入間川御陣を拠点とする「入間川殿」＝足利基氏による関東支配を誕生させた。

## 参加人物
北朝勢、足利勢
- 古文書・古記録にみえるもの

足利尊氏、仁木頼章、畠山国清、石塔義基、南宗継、南宗直、武田信武、武田信成、今川範国、薬師寺公義、金子信泰、高麗経澄、高麗季澄、久下忠頼、春日行元、別府幸実、佐藤元清、倉持師胤、松井助宗、波多野淸秀、波多野経貞、田武又五郎、三富元胤、新曾光久、松浦秀（金井原にて討死）
- その他の史料にみえるもの（『太平記』など）

足利基氏、仁木義長、仁木義氏、畠山義深、畠山清義、岩松式部大夫、今川範基、結城直光、大高重成、高師有、大平惟家、宇津木平三、二階堂高貞、饗庭命鶴丸、長井広秀、長井時春、宇都宮氏綱、河越直重、江戸長門、千葉氏胤、小山氏政、小田治久、大掾高幹、佐竹義篤、佐竹師義、宍戸朝里、那須資宿、高坂氏重、常陸高幹、ほか
南朝勢、新田勢（旧足利直義派を含む）
- 古文書・古記録にみえるもの

宗良親王、新田義興、新田義宗、脇屋義治、三浦高通、北条時行、水野致秋
- その他の史料にみえるもの（『太平記』など）

上杉憲顕、上杉憲将、石塔義房、諏訪直頼、伴野十郎、滋野八郎、芦名判官、二階堂政元、小俣義弘、宇都宮貞宗、天野政貞、南木十郎、西木七郎、大井田氏経、田中氏政、堀口近江守、羽川時房、萩遠江守、坂和左衛門四郎、矢沢八郎、風間信濃入道、堀口兵庫介、蒲屋美濃守、長尾左衛門、長尾景忠、高梨越前守、太田滝口、藤崎四郎、瓶瓦十郎、五十嵐文四、矢倉三郎、祢津行貞、祢津宗貞、ほか

## 戦闘経過
古文書・古記録から復元した経過

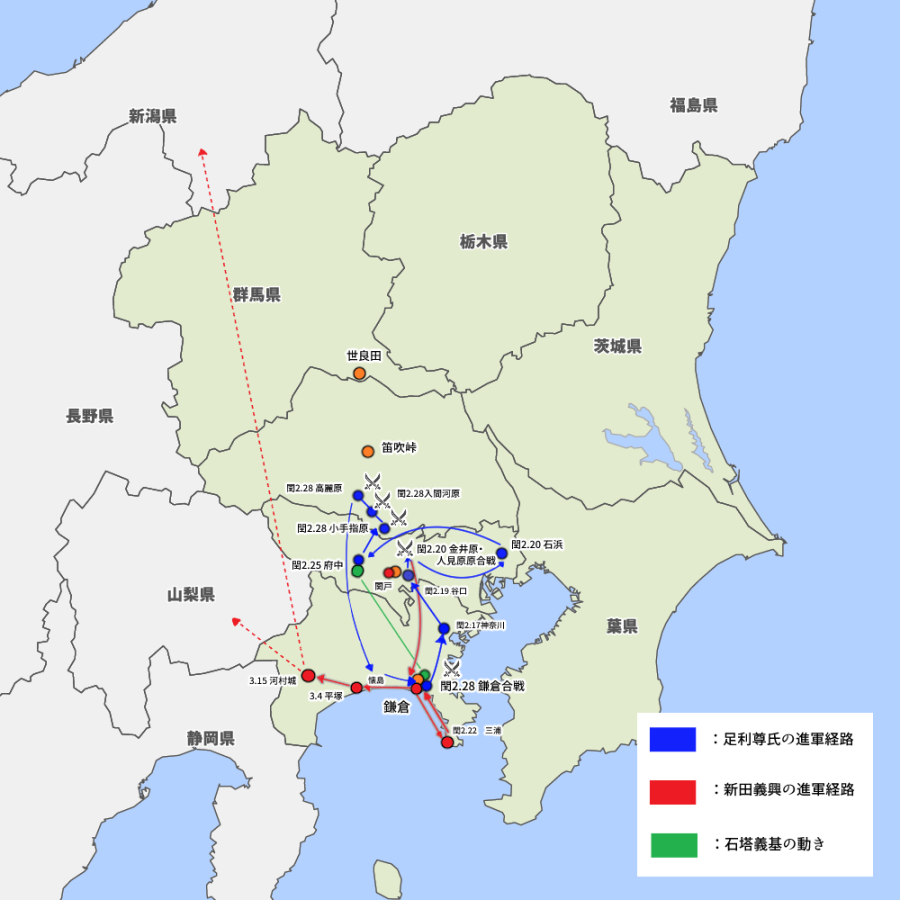
武蔵野合戦の各軍進路

- 閏2月15日：新田義興・義宗・義治、上野国で挙兵。
- 16日：新田義興・義宗・義治、上野国から武蔵国へ進軍。
- 17日：足利尊氏、鎌倉から神奈川へ移動。
- 18日：新田義興・義宗・義治、鎌倉へ。
- 19日：足利尊氏、谷口へ移動。
- 19日：新田義宗、鎌倉から関戸へ移動。
- 20日：足利尊氏VS新田義宗、金井原・人見原合戦。
- 20日：新田義興・北条時行、鎌倉へ入る。
- 22日：新田義興・北条時行、鎌倉を出る。
- 23日：新田義興、三浦に入る。
- 23日：足利尊氏、南宗継に新田義興・三浦高通の安房没落への対応を指示。
- 24日：足利尊氏、東海道方面への対応を指示。
- 25日：足利尊氏、東海道方面への対応を指示。
- 25日：石塔義基（尊氏方）、武蔵国府から鎌倉へ向かう。
- 26日：足利尊氏、南宗直に軍勢催促を指示。
- 28日：足利尊氏VS新田義宗・宗義親王、小手指原合戦・入間河原合戦・高麗原合戦。
- 28日：南宗直・石塔義基VS新田義興・三浦高通、鎌倉合戦。
- 3月2日：新田義興・義治：鎌倉から平塚へ移動。
- 8日：畠山国清（尊氏方）、武蔵国から相模国へ。
- 12日：足利尊氏、懐島から鎌倉へ入る。
- 15日：畠山国清、河村城へ向かう。

『太平記』が描く経過
- 閏2月8日：新田義興・義宗・義治、西上野で挙兵。
- 16日：足利尊氏、鎌倉から久米川へ移動。
- 19日：石塔義房・三浦高通（旧直義派）、新田方へ寝返る。
- 20日：足利尊氏VS新田義興・義宗・義治、武蔵野合戦（小手指原合戦）。
- 20日：足利尊氏、義興に追われ石浜へ。
- 20日：新田義宗、石浜を経て笛吹峠へ。
- 不明：新田義興・義治、関戸へ移動。石塔義房・三浦高通が合流。
- 不明：新田義興・義治、神奈川へ。
- 22日：南宗継（尊氏方）、鎌倉から三浦へ。
- 23日：南宗継、三浦から鎌倉へ戻る。
- 23日：南宗継VS新田義興・義治・石塔義房・三浦高通、鎌倉合戦。
- 23日：足利基氏・南宗継、石浜へ移動。
- 不明：宗良親王・上杉憲顕、笛吹峠へ。新田義宗合流。
- 25日：足利尊氏、石浜から武蔵府中へ移動。
- 28日：足利尊氏VS新田義宗・宗良親王・上杉憲顕、笛吹峠合戦。
- 28日：新田義宗、越後国へ没落。
- 28日：上杉憲顕、信濃国へ没落。
- 3月4日：新田義興・義治、鎌倉から国府津山奥へ移動。

### 『太平記』のストーリー
以下は、水府明徳会彰考館蔵「天正本」を底本とする長谷川端校注・訳『新編日本古典文学全集56 太平記（3）』の現代語訳と、龍安寺所蔵「西源院本」を底本とする兵藤裕己校注『太平記（五）』、日本古典文学大系『太平記』（「慶長八年古活字本」)に拠る武田友宏編『太平記 ビギナーズクラシックス 日本の古典』による。
・武蔵小手指原軍の事
武蔵、上野、信濃、越後に身を隠していた新田義貞の遺族、義興（次男）・義宗（三男）・脇屋義治（甥）の3人は、新田の家来・由良信阿を勅使にした後村上天皇からの尊氏追討の勅命を得て、雌伏十数年にして義兵を挙げる。関東諸国に回文を発すると800余人の武士団が賛同し、呼応した中には雪辱を果たそうとする旧直義派の敗将もいた。
観応3年閏2月8日に新田軍が西上野に進出すると新田一族や児玉党などが集まり、総勢10万余騎となって武蔵国に進行した。急報を受けた尊氏は「安房・上総に落ちて軍勢を集めるべき」という仁木・細川らの進言に対して「それでは武蔵・相模・上野・下野の加勢する意思がある者たちが合流できない」「鎌倉から尊氏が逃れたと聞けば諸国で敵になるものが増えるため、小勢でも敵を待ち受けて勝負を決する」と決断する。同月16日早朝に鎌倉を出た尊氏軍3千騎は、17日には久米川に逗留した後には総勢8万騎余となった。
薩埵峠の戦いで尊氏に敗れていた旧直義派の石塔義房は、尊氏軍に従いつつも三浦高通らと合戦半ばに尊氏を暗殺する計画を練っていた。しかし息子の義基に暗殺の計画を打ち明けたところ、義基は「二心を抱くは武士の恥」と一蹴して父子の恩義を絶ち、尊氏のいる本陣に帰ったため、義房たち2千余騎は関戸を経由して逃亡する。

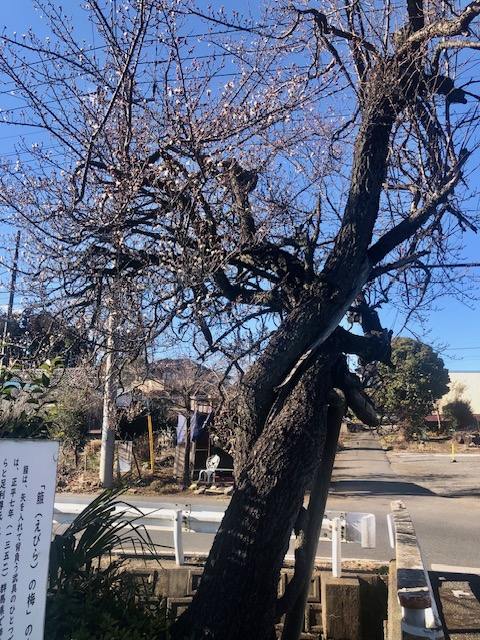
箙の梅（埼玉県所沢市三ヶ島）
花一揆がこの梅の枝を指し戦ったという故事が伝わる

閏2月20日朝、武蔵野の小手指原で新田軍と尊氏軍が激突する。はじめに新田義興の2万騎と平一揆の3万騎（※天正本では畠山高国の2万騎）が戦い、二陣の新手は脇屋義治の2万騎と八文字一揆2万7千余騎（※天正本では義治1千騎と白旗一揆3万騎）が戦う。三番に饗庭妙鶴丸率いる花一揆が前進すると、新田方は「児玉党の団扇の旗は花一揆を散らす風をはらむ」と言い、児玉党7千騎を差し向けて花一揆を後退させる。尊氏軍は退却し始めるが、新田軍は義宗が「ただいま、尊氏が頸を取つて軍門に晒さずば、いづれの時をか期すべき」というと、尊氏軍を小手指河原から石浜まで追い立てた。墨田川を渡ろうとした際に尊氏は腹を斬ろうとするが、臣下たちが川の途中で引き返して防戦する間に難を逃れて石浜入道の館に入り、日が暮れてしまい、追撃をあきらめた義宗は本陣に戻る。しかし、義興と義治は白旗一揆を尊氏のいる軍と思って追撃していたところを、足利方の仁木頼章・義長の兄弟に狙われて負傷し、東方へ退却していた。義興・義治が負傷するほどだったため、軍の兵で重傷を負っていないものはいないという有様であった。義宗は小手指原に戻り、笛吹峠に陣を映して越後・信濃からの友軍を待つことにした。
・義興義治鎌倉軍の事

義宗軍とはぐれた義興・義治軍は上野に戻ることもできないため、最後の気力を振り絞り、討ち死にをする覚悟で敵地鎌倉を目指し、関戸を通過した際に石塔義房と三浦高通の軍と合流する。鎌倉は足利方の遠江守・南宗継（※天正本では南掃部亮：南宗直）が安房・上総の軍勢を集めて化粧坂と巨福呂坂を塞いで警戒していたが、その南がちょうど三浦半島に敵が現れたという誤報を受けて出陣し、戻ってきたばかりという状況であった。潮時と考えた義興・義治は軍勢を二手に分けて閏2月23日、鶴岡八幡宮と勝長寿院の上から奇襲をかける。鎌倉の地理を理解している三浦・葦名・二階堂らが谷々や町中を入り乱れて戦い、義治と小俣少輔次郎は塔の辻（宝戒寺の南）から街中へ攻め込む。南は防戦するも退却し、鎌倉公方基氏は父のもとに敗走する。
・笛吹崇軍の事

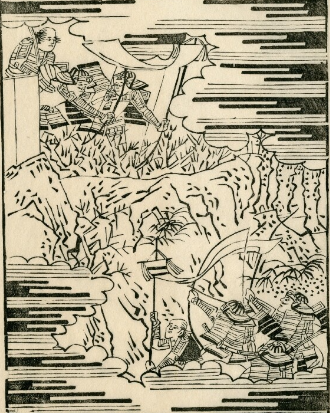
鎌倉を攻める新田軍（太平記 廣瀬文庫版 平仮名絵入本 31より）

義宗が陣取る笛吹峠に宗良親王を戴いた上杉軍が到着する。尊氏の石浜入道の館にも総勢8万騎が参加し、閏2月25日に尊氏は石浜を出立して武蔵国府に向かった。そこでも新たに軍勢が加わり、尊氏は同月28日に笛吹峠に進出する。まず甲斐源氏3千騎と越後勢の3千騎が戦い、甲斐源氏百余騎が討たれて退却する。次に千葉介・宇都宮・小山・佐竹の7千余騎と上杉憲顕軍（※天正本ではさらに神・滋野2千騎）が戦うが、尊氏軍は大軍勢で少勢の新田方を入れ替わり攻撃したため、信濃勢200余騎が討ち死にし、尊氏軍も500人余の負傷者を出す。笛吹峠は鳥雲の陣形に相当するので時を待って戦えば勝利の機会はあるはずだったが、義宗は若武者だったため我慢できず広い場所で戦ったため優勢になれず、軍勢は討ち死にするばかりでついに勝機を失い、義宗は笛吹峠に引き上げる。
上杉軍にいた長尾弾正・根津小次郎は、足利軍の兵士に変装して尊氏に近づき、弓討の的ほどの距離まで馬を進めるが、二人を見知ったものがいて「だまされるな」と叫んだため、武蔵・相模出身の武者300余騎が二人と尊氏の間に割って入った。計画が狂った二人は敵陣に突入し、太刀先に回った敵を全員真二つに割り、馬から落とすが、敵は大勢であらゆる方角から雨霰と矢を打たれたため「ああ、なんとも運の強い足利殿よ」と捨て台詞を吐いて上杉軍の陣営に帰った。夜になると足利方の陣営の篝火の多さと、新田方の陣営の火のまばらさが見え、義宗は敗勢を悟る。上杉軍は篝火だけを残して信濃へ逃げ、義宗軍は越後へとそれぞれ退却した。合戦の勝負を窺っていた上総・下総の援軍を得た尊氏総軍は80万騎に達し、6000騎余で鎌倉にいた義興・義治は、笛吹峠の戦いで勝利した尊氏が鎌倉へ押し寄せてくると聞いて、波多野氏族の松田・河村の者たちの諫言を聞き入れて3月4日に鎌倉を放棄し、国府津山の奥にこもって再起を図った。